# Aragonés somontanés
El aragonés somontanés es la variante dialectal del aragonés que se habla aproximadamente en las zonas de la Hoya de Huesca, el Somontano de Barbastro y algunas pocas localidades de las Cinco Villas (en Aragón, España), englobando por tanto lugares como Fuencalderas, Ayerbe, Nocito, Huesca, Adahuesca, Almudévar y Barbastro. No existe una frontera clara y neta ni con el jaqués ni con el serrablés ni con el sobrarbés. Se puede considerar al fovano como la forma de transición entre el aragonés meridional y el ribagorzano y al jaqués del cuadrilátero Lerés-Frauca-Sabiñánigo-Larrés como la forma de transición desde el jaqués hacia el aragonés meridional y el aragonés de la Tierra de Biescas.
Es semejante entre todas las comarcas (no existe el condicionamiento topográfico de valles aislados que permiten una evolución en cada parzana/valle a su aire). Las innovaciones o las trazas más generales se extienden con facilidad por todas las comarcas somontanesas. Sin embargo también es el más castellanizado, por la misma razón.
En las últimas décadas la erosión lingüística ha hecho que los últimos elementos aragoneses mantenidos aún en los años 1950-1960, se hayan perdido en su mayor parte. Hoy lo que se suele escuchar es un castellano con el artículo aragonés general, o, os, a, as, la partícula pronómino-adverbial en/ne, la construcción le'n, les ne, la preposición ta y el diminutivo -ed/-er, -eta.

## Fonética
- Sonorización de las sordas intervocálicas latinas salvo en casos aislados de conservación: forato, melico, parete, rete, que pueden encontrarse igual en el castellano de sustrato aragonés de la provincia de Teruel.
- Existen también casos, menos que los anteriores, de sonorización de la oclusiva tras líquida.
- Se encuentran a menudo castellanismos fonéticos: ocho, noche, ablar.
- El sonido -x- se pierde a menudo por la presión castellana y se vuelve -ch-, pero en algún lugar aunque se pierde en general, se mantiene en los demostrativos ixe, ixa, ixo, ixos, ixas.
- También se encuentran muchos rasgos en que en castellano son considerados vulgarismos, pero que en aragonés se han tomado para algunas propuestas de estándares por ser generales: haiga, faiga, vaiga (que contrasta con el aragonés de algunos valles: haya, faya, vaya).
- Podemos encontrar aragonesismos por hipercorrección: coniello en vez de conillo.

## Morfología
- La partícula pronominal adverbial i está perdida, fuera de casos de fosilización.
- El diminutivo -et suena como -ed o -er según zonas.

## Situación dentro del aragonés
El aragonés somontanés se trata del bloque dialectal que engloba diferentes variedades loco-regionales, las cuales son (de oeste a este): ayerbense, del Somontano de Barbastro y del Viejo Sobrarbe. En la siguiente tabla puede verse una clasificación de todos los dialectos del aragonés y la situación particular del aragonés occidental. Las variedades dialectales próximas presentan características comunes a pesar de pertenecer a bloques diferentes.
Cabe destacar alguna variedad como el navalés dentro del aragonés del Somontano de Barbastro.
| Bloque occidental - Ansotano - Cheso - Aragüesino - Aisino - Jaqués                         | Bloque central - Aragonés centro-occidental - Tensino - Panticuto - Aragonés de la tierra de Biescas - Aragonés del valle de Acumuer - Serrablés - Aragonés de Ballibasa - Aragonés de Sobrepuerto - Aragonés centro-oriental - Aragonés de la ribera de Fiscal - Bergotés - Aragonés del valle de Vió - Aragonés del valle de Puértolas - Aragonés del valle de Tella - Belsetano - Aragonés de Sierra Ferrera | Bloque oriental - Chistabino - Fovano - Aragonés ribagorzano - Altorribagorzano o benasqués o patués - Mediorribagorzano o de Campo - Bajorribagorzano - Grausino - Estadillano - Foncense | Variedades dialectales del aragonés. |
| Bloque meridional - Ayerbense - Aragonés somontanés - Navalés - Aragonés del Viejo Sobrarbe | Bloque meridional - Ayerbense - Aragonés somontanés - Navalés - Aragonés del Viejo Sobrarbe | Dialectos de transición - Castellano aragonés | Variedades dialectales del aragonés. |